# Hang Seng Bank
Pour les articles homonymes, voir Hang Seng (homonymie) et Seng.

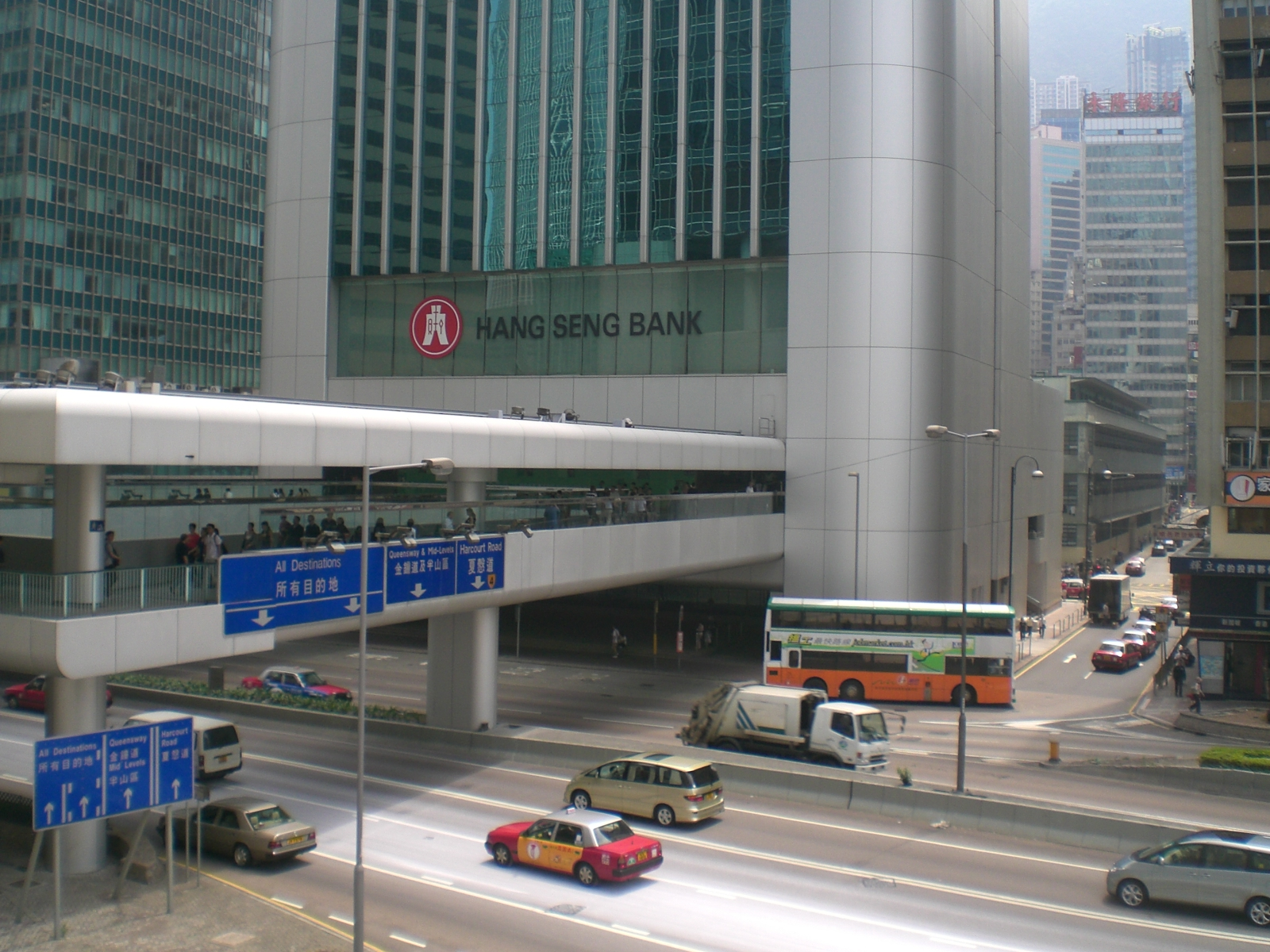
Le bâtiment du siège de la banque Hang Seng, situé à Hong Kong.

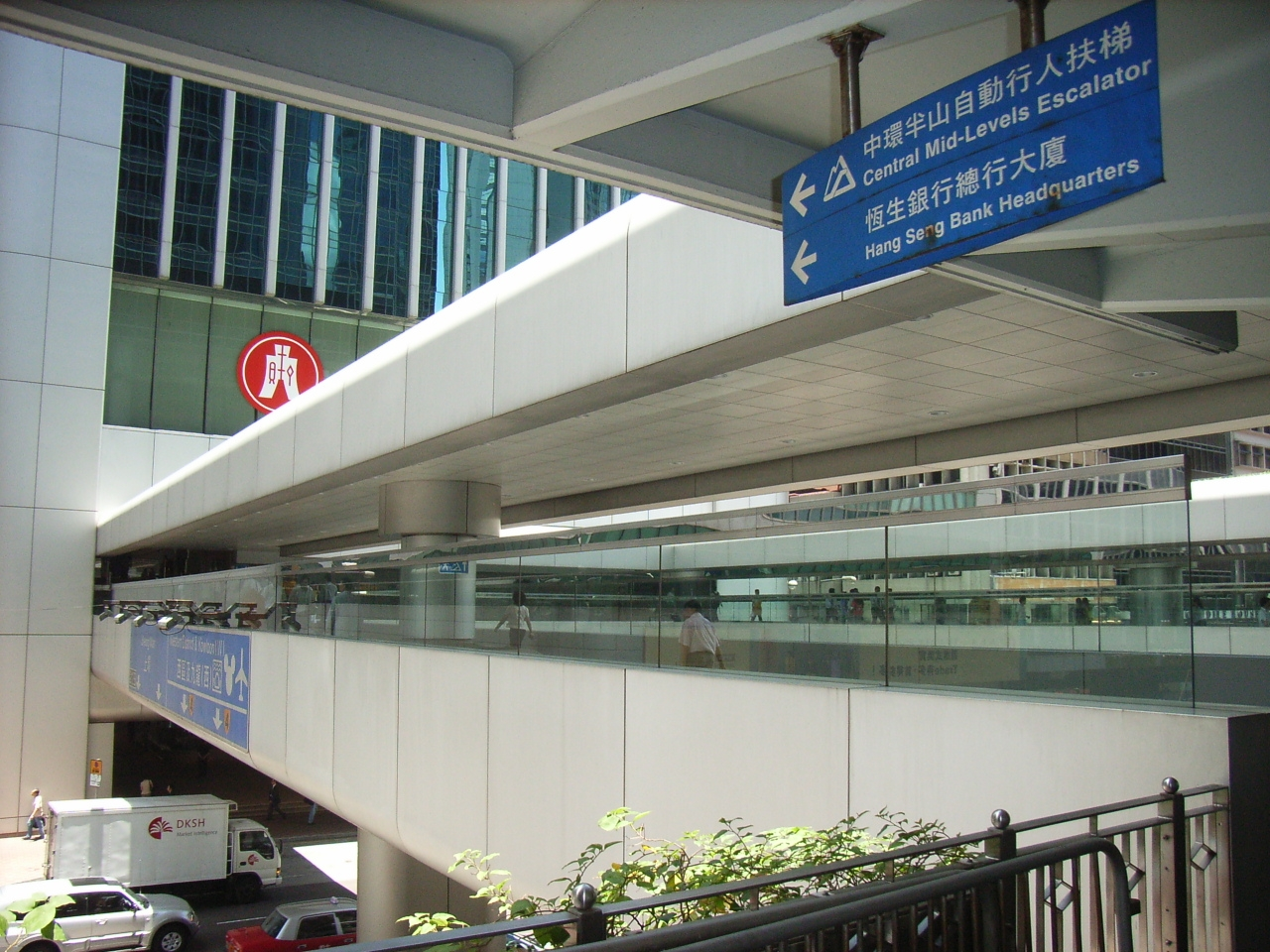
Le pont reliant les deux parties du siège de la Hang Seng.

Hang Seng Bank (chinois traditionnel : 恒生銀行有限公司) (HKSE : 0011, OTCBB : HSNGY) est la deuxième plus grande banque de Hong Kong. Elle est cotée en bourse mais HSBC en détient la majorité (62,14 %).
Le vice-président du conseil d'administration et CEO est Margaret Leung Ko May Yee.
L'ancien CEO, Vincent Cheng est devenu Président de HSBC le 25 mai 2005. Son siège est situe à Hong Kong.

## Histoire
En 1933, Hang Seng est créé comme simple bureau de change a Hong Kong.
En 1952, Hang Seng devient une limited company et lance ses activités de Banque de dépôt. En 1960, Hang Seng Bank devient une Société par actions.
En 1965, Hang Seng Bank subit une Panique bancaire qui réduit d'environ un quart ses dépôts. HSBC acquiert 51 % de la Hang Seng Bank pour 51 millions de Dollars de Hong Kong. En 1972, Hang Seng Bank est cotée à la Bourse de Hong Kong.
En 1985, Hang Seng Bank ouvre une représentation à Shenzhen, en République populaire de Chine. En 1991, elle s'installe dans le bâtiment du siège de la banque Hang Seng. En 1995, Hang Seng Bank ouvre sa première agence en Chine, a Guangzhou. En 1997, Hang Seng Bank ouvre une succursale a Shanghai. En 2003, Hang Seng Bank ouvre une agence a Nanjing et une autre à Macao.
En 2004, Hang Seng Bank acquiert 15,98 % de l'Industrial Bank a Fujian et ouvre une succursale a Fuzhou.
En 2005, Hang Seng Bank transforme sa représentation a Pékin en agence. En 2007, Hang Seng Bank (China) Company Limited est lancée.
En mai 2015, Hang Seng vend une participation de 5 % dans l'Industrial Bank pour 2,7 milliards de dollars.